# Žďár (okres Písek)
Žďár je obec v okrese Písek v Jihočeském kraji. Leží deset kilometrů jihovýchodně od Písku a čtyři kilometry severovýchodně od Protivína. Žije zde 252 obyvatel.

## Historie

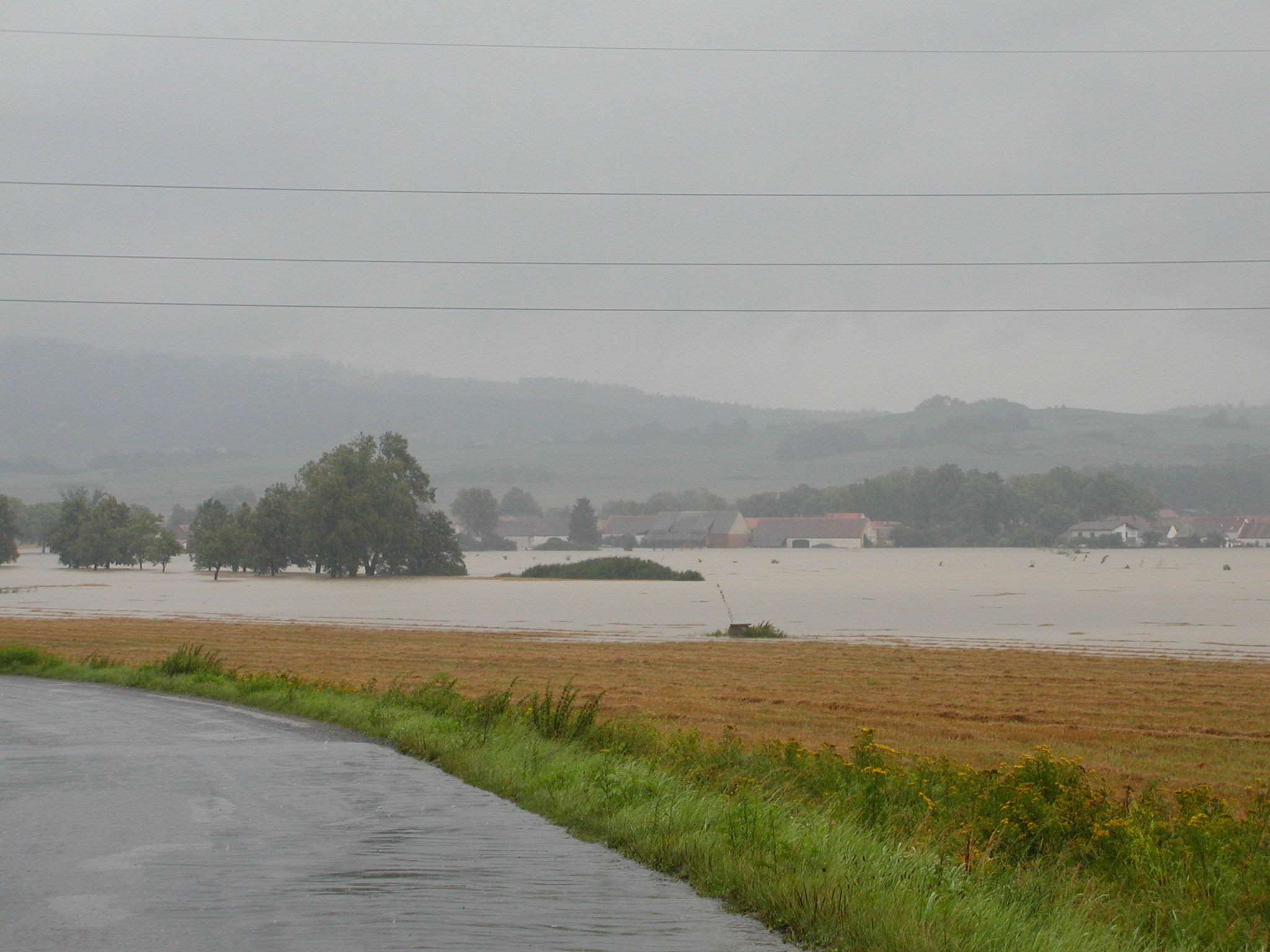
Obec během katastrofálních povodní v roce 2002. První fáze povodní

První písemná zmínka o vesnici pochází z roku 1460. V místě obce bylo v roce 1929 ve zrušené pískovně nalezeno 23 popelnic ze žárového pohřbívání z doby keltského osídlení. V blízkosti se nachází naučná stezka Zelendárky, pojmenovaná podle místní osady, která svůj název má po Albertu Zelendarovi, švagru Jakuba Krčína z Jelčan a Sedlčan.
Jakub Krčín z Jelčan a Sedlčan, (1535–1604) rožmberský regent a rybníkář, pocházel z nezámožné zemanské rodiny a záhy vstoupil do služeb Trčků z Lípy jako hospodářský správce. V roce 1561 přešel do služeb Viléma z Rožmberka, kde se propracoval na regenta rožmberského panství. Proslul jako podnikavý ekonom a stavitel rybníků. Zde navázal na svého předchůdce Štěpánka Netolického. Vybudoval mimo jiné i rybníky Svět a Rožmberk na Třeboňsku či soustavu kanálů a stok, které rozváděly vodu po celé rybniční soustavě. Podle jeho plánů vznikla tzv. Nová řeka, která odváděla vodu z Lužnice do Nežárky. Zbytek života strávil na své renesanční tvrzi v Křepenicích.

## Obyvatelstvo
| Rok            | 1869 | 1880 | 1890 | 1900 | 1910 | 1921 | 1930 | 1950 | 1961 | 1970 | 1980 | 1991 | 2001 | 2011 | 2021 |
| -------------- | ---- | ---- | ---- | ---- | ---- | ---- | ---- | ---- | ---- | ---- | ---- | ---- | ---- | ---- | ---- |
| Počet obyvatel | 857  | 887  | 825  | 828  | 887  | 817  | 698  | 490  | 454  | 400  | 305  | 242  | 228  | 242  | 249  |
| Počet domů     | 116  | 118  | 119  | 121  | 127  | 124  | 136  | 137  | 126  | 113  | 102  | 141  | 144  | 151  | 154  |

## Obecní správa
Mezi lety 1850–1881 patřil Žďár jako osada obce k Myšenci v okrese Písek. Od 29. září 1881 do 31. prosince 1975 byl obcí v okrese Písek (1850–1930), posléze v okrese Vodňany (1950) a později opět v okrese Písek. Od 1. ledna 1976 do 23. listopadu 1990 patřil jako část obce k Tálínu a od 24. listopadu 1990 je opět samostatnou obcí.

### Části obce
Obec Žďár se skládá ze tří částí na dvou katastrálních územích.
- Nová Ves u Protivína (i název k.ú.)
- Žďár (k. ú. Žďár u Protivína)
- Žďárské Chalupy (leží v k. ú. Nová Ves u Protivína)

## Pamětihodnosti
- Kaple v obci na návsi je zasvěcená Panně Marii.[7]